# 反流性腎病
反流性腎病(Reflux nephropathy、RN)是一種醫學症狀、旨在描述小且有疤痕的腎臟(慢性腎盂腎炎(CPN))並有膀胱輸尿管返流(VUR)的病症。是最常見的原因，還有其他原因、包括鎮痛劑腎病和梗阻性傷害(obstructive injury)。疤痕是RN病症發展中必不可少的現象，且通常發生在發病的前5年。RN的最終結果是高血壓、蛋白尿、慢性腎功能衰竭及最終為終末期腎病(ESRD)。
反流性腎病這個詞語於1973年被引入使用。

## 診斷
反流性腎病是由排尿膀胱造影(Cystography)來診斷；疤痕可以通過超聲波或DMSA顯現。

## 發病率/患病率
反流性腎病有遺傳傾向，一等親屬的VUR(Vesicoureteral reflux)機率會相當大的增加。
基因頻率估計為1：600。
美國小兒科學會(American Academy of Pediatrics)建議年齡從2個月到24個月的兒童如果呈現UTI應追究是否有VUR。

## 治療
治療的目標是減少"腎疤痕"(renal scarring)。病況為II級或更差的兒童應該接受低劑量預防性的抗细菌药(呋喃妥因、甲氧芐胺嘧啶(trimethoprim)、複方新諾明、頭孢氨芐用在CRF的治療上)。高血壓患者應使用ACE抑製劑或ARB類藥物。其他的治療方法包括手術(膀胱輸尿管後的內視鏡注射、輸尿管重新植入、或黏膜下輸尿管隧道的延長)都是主要的方法。